# Чауж
Ча́уж (рос. Чауж) — селище у складі Нижньотагільського міського округу Свердловської області.
Населення — 13 осіб (2010, 12 у 2002).
Національний склад станом на 2002 рік: росіяни — 100 %.